# Yokohama F·Marinos 2013
Questa voce raccoglie le informazioni riguardanti lo Yokohama F·Marinos nelle competizioni ufficiali della stagione 2013.

## Maglie e sponsor
Il fornitore tecnico Adidas diminuisce la presenza del rosso nelle divise eliminando i motivi presenti sulla maglia nella stagione precedente. Tutti gli sponsor ufficiali vengono confermati, ad eccezione di All Nippon Airways.
| Manica sinistra · Manica sinistra · Maglietta · Maglietta · Manica destra · Manica destra · Pantaloncini · Pantaloncini · Calzettoni | Manica sinistra · Manica sinistra · Maglietta · Maglietta · Manica destra · Manica destra · Pantaloncini · Pantaloncini · Calzettoni | Manica sinistra · Manica sinistra · Maglietta · Maglietta · Manica destra · Manica destra · Pantaloncini · Pantaloncini · Calzettoni |  |

## Rosa
| N. |                     | Ruolo | Calciatore       |
| -- | ------------------- | ----- | ---------------- |
| 1  | Giappone (bandiera) | P     | Tetsuya Enomoto  |
| 2  | Giappone (bandiera) | D     | Takashi Amano    |
| 4  | Giappone (bandiera) | D     | Yūzō Kurihara    |
| 5  | Brasile (bandiera)  | D     | Dutra            |
| 6  | Giappone (bandiera) | C     | Shōhei Ogura     |
| 7  | Giappone (bandiera) | C     | Shingō Hyōdō     |
| 8  | Giappone (bandiera) | C     | Kōsuke Nakamachi |
| 11 | Giappone (bandiera) | A     | Manabu Saitō     |
| 13 | Giappone (bandiera) | D     | Yūzō Kobayashi   |
| 14 | Giappone (bandiera) | C     | Andrew Kumagai   |
| 15 | Brasile (bandiera)  | D     | Fábio            |
| 16 | Giappone (bandiera) | D     | Yusuke Higa      |
| 17 | Giappone (bandiera) | C     | Jin Hanato       |

| N. |                          | Ruolo | Calciatore        |
| -- | ------------------------ | ----- | ----------------- |
| 18 | Brasile (bandiera)       | A     | Marquinhos        |
| 19 | Giappone (bandiera)      | A     | Yoshihito Fujita  |
| 20 | Giappone (bandiera)      | C     | Yuhei Sato        |
| 21 | Giappone (bandiera)      | P     | Hiroki Iikura     |
| 22 | Giappone (bandiera)      | D     | Yūji Nakazawa     |
| 23 | Giappone (bandiera)      | D     | Masakazu Tashiro  |
| 24 | Giappone (bandiera)      | D     | Yuta Narawa       |
| 25 | Giappone (bandiera)      | C     | Shunsuke Nakamura |
| 26 | Corea del Sud (bandiera) | D     | Jeong Dong-Ho     |
| 27 | Giappone (bandiera)      | D     | Seitarō Tomisawa  |
| 28 | Giappone (bandiera)      | C     | Takuya Kida       |
| 30 | Giappone (bandiera)      | P     | Yūji Rokutan      |
| 31 | Giappone (bandiera)      | P     | Ryota Suzuki      |

## Calciomercato

### Sessione invernale
| Acquisti | Acquisti         | Acquisti            | Acquisti |
| R.       | Nome             | da                  | Modalità |
| -------- | ---------------- | ------------------- | -------- |
| D        | Fabio            |                     |          |
| D        | Masakazu Tashiro | Machida Zelvia      |          |
| D        | Yuuta Narawa     | Sagawa Shiga        |          |
| D        | Jeong Dong-Ho    | Hangzhou Lücheng    |          |
| C        | Takuya Kida      |                     |          |
| A        | Jin Hanato       | Giravanz Kitakyushu |          |
| A        | Yoshihito Fujita | JEF United          |          |

| Cessioni | Cessioni           | Cessioni          | Cessioni |
| R.       | Nome               | a                 | Modalità |
| -------- | ------------------ | ----------------- | -------- |
| D        | Eijiro Takeda      | Gainare Tottori   |          |
| D        | Kim Kun-Hoan       | Albirex Niigata   |          |
| D        | Takashi Kanai      | Sagan Tosu        |          |
| D        | Naoaki Aoyama      | Ventforet Kofu    |          |
| C        | Rei Matsumoto      | Oita Trinita      |          |
| C        | Sho Matsumoto      | Ehime             |          |
| C        | Kentarō Moriya     | Kawasaki Frontale |          |
| C        | Kenta Kanō         | Kashiwa Reysol    |          |
| C        | Hiroyuki Taniguchi | Kashiwa Reysol    |          |
| C        | Kōta Mizunuma      | Sagan Tosu        |          |
| A        | Yūji Ōno           | Standard Liegi    |          |
| A        | Masashi Ōguro      | Hangzhou Lücheng  |          |

## Risultati

### Campionato

#### Girone di andata
| Arbitro: | Hirama |

|                                                   |           |                         |
| Nakamura 40’ Marquinhos 74’, 93’ (rig.) Saito 83’ | Marcatori | 41’, 61’ Thiago Quirino |

| Arbitro: | Kimura |

|  |           |                                                |
|  | Marcatori | 8’ Nakamura 39’ Hyodo 71’, 88’, 90’ Marquinhos |

| Arbitro: | Takayama |

|                        |           |            |
| Kurihara 45’ Hyodo 60’ | Marcatori | 45’ Yamada |

| Arbitro: | Hirose |

|                                   |           |                      |
| Nakamura 60’ Fujita 68’ Saito 90’ | Marcatori | 27’ Lee 82’ Watanabe |

| Arbitro: | Kimura |

|              |           |                                           |
| Takahagi 48’ | Marcatori | 42’ Tomisawa 74’ Nakamachi 80’ Marquinhos |

| Arbitro: | Nakamura |

|                         |           |            |
| Tomisawa 45’ Hanato 89’ | Marcatori | 65’ Tanaka |

| Arbitro: | Imamura |

|             |           |  |
| Okamoto 78’ | Marcatori |  |

| Arbitro: | Murakami |

|             |           |              |
| Nakamura 4’ | Marcatori | 90+5’ Aoyama |

| Arbitro: | Kimura |

|             |           |            |
| Fábio 90+5’ | Marcatori | 73’ Nozawa |

| Arbitro: | Yamamoto |

|                  |           |           |
| Cléo 8’ Kudo 60’ | Marcatori | 22’ Hyodo |

| Arbitro: | Nishimura |

|                    |           |                          |
| Kennedy 50’ (rig.) | Marcatori | 63’ Marquinhos 74’ Hyodo |

| Yokohama 18 maggio 2013, ore 16:04 UTC+9 | F·Marinos | 0 – 0 referto | Vegalta Sendai | Nissan Stadium (23 083 spett.)\| Arbitro: \| Fukushima \| |
| Arbitro:                                 | Fukushima |               |                |                                                           |

| Arbitro: | Matsuo |

|  |           |              |
|  | Marcatori | 22’ Tomisawa |

| Arbitro: | Tojo |

|             |           |           |
| Matsuda 31’ | Marcatori | 51’ Hyodo |

| Arbitro: | Okabe |

|                            |           |                  |
| Kakitani 12’ Simplício 90’ | Marcatori | 90+2’ Marquinhos |

| Arbitro: | Takayama |

|                          |           |            |
| Marquinhos 32’ Saito 36’ | Marcatori | 90+4’ Imai |

| Arbitro: | Yoshida |

|                     |           |                                       |
| Nasu 17’ Makino 28’ | Marcatori | 10’ Marquinhos 63’ Saito 82’ Kurihara |

#### Girone di ritorno
| Yokohama 31 luglio 2013 | F·Marinos | – | Kashiwa Reysol | Nissan Stadium |

| Hiratsuka 3 agosto 2013 | Shonan Bellmare | – | F·Marinos | BMW Stadium |

| Yokohama 10 agosto 2013 | F·Marinos | – | Sagan Tosu | Nissan Stadium |

| Tokyo 17 agosto 2013 | FC Tokyo | – | F·Marinos | Tokyo Stadium |

| Kashima 24 agosto 2013 | Kashima Antlers | – | F·Marinos | Kashima Soccer Stadium |

| Yokohama 28 agosto 2013 | F·Marinos | – | Urawa Reds | Nissan Stadium |

| Saitama 31 agosto 2013 | Omiya Ardija | – | F·Marinos | NACK5 Stadium Ōmiya |

| Yokohama 14 settembre 2013 | F·Marinos | – | Cerezo Osaka | Nissan Stadium |

| Yokohama 21 settembre 2013 | F·Marinos | – | Shimizu S-Pulse | Nissan Stadium |

| Sendai 28 settembre 2013 | Vegalta Sendai | – | F·Marinos | Yurtec Stadium Sendai |

| Kofu 5 ottobre 2013 | Ventforet Kofu | – | F·Marinos | Yamanashi Chuo Bank Stadium |

| Yokohama 19 ottobre 2013 | F·Marinos | – | Sanfrecce | Nissan Stadium |

| Oita 27 ottobre 2013 | Oita Trinita | – | F·Marinos | Oita Bank Dome |

| Yokohama 10 novembre 2013 | F·Marinos | – | Nagoya Grampus | Nissan Stadium |

| Iwata 23 novembre 2013 | Júbilo Iwata | – | F·Marinos | Yamaha Stadium |

| Yokohama 30 novembre 2013 | F·Marinos | – | Albirex Niigata | Nissan Stadium |

| Kawasaki 7 dicembre 2013 | Kawasaki Frontale | – | F·Marinos | Todoroki Athletic Stadium |

### Coppa Yamazaki Nabisco
| Arbitro: | Hamamoto |

|                |           |  |
| Marquinhos 83’ | Marcatori |  |

| Arbitro: | Matsuo |

|  |           |                         |
|  | Marcatori | 23’ Hyodo 52’ Nakamachi |

| Arbitro: | Okabe |

|  |           |                     |
|  | Marcatori | 28’ Cho Young-Cheol |

| Arbitro: | Adcock |

|  |           |                |
|  | Marcatori | 44’ Marquinhos |

| Arbitro: | Ogiya |

|                                       |           |  |
| Marquinhos 62’ Saito 77’ Nakamura 78’ | Marcatori |  |

| Arbitro: | Yoshida |

|            |           |                           |
| Ishige 74’ | Marcatori | 44’ Marquinhos 69’ Fujita |

| Arbitro: | Murakami |

|  |           |                             |
|  | Marcatori | 18’ Nakamura 79’ Marquinhos |

| Arbitro: | Ogiya |

|                                     |           |          |
| Saito 39’ Marquinhos 59’ Narawa 90’ | Marcatori | 65’ Davi |